# Stauroliet
Het mineraal stauroliet is een ijzer-magnesium-aluminium-nesosilicaat, een nesosilicaat in verbinding met nog ijzer, magnesium en aluminium. Het heeft molecuulformule (Fe2+,Mg)2Al9(Si,Al)4O20(O,OH)4. Het is een opvallend mineraal omdat het vaak te vinden is als twee in een kruis met elkaar vergroeide kristallen, wat ook wel een tweeling wordt genoemd. De naam van het mineraal stauroliet is afgeleid van het Griekse σταυρóς, stauros, dat kruis betekent en λíθος, lithos, steen.
Het komt in kristallen of korrelige aggregaten voor en het heeft een monoklien kristalstelsel. Het is doorschijnend tot niet-doorzichtig en is bruin tot bruinzwart, de streepkleur is grijswit en het heeft een glasachtige tot matte glans. De massadichtheid 3,5-3,6 kg/l en de hardheid is 7 à 7,5.
Stauroliet komt in metamorfe gesteenten en in alluviale afzettingen voor en is vrij zeldzaam. Het wordt onder andere in Rusland: in de Oeral gevonden, de Verenigde Staten: in Georgia, New Hampshire en Tennessee, in Duitsland, de Alpen en in Frankrijk: in Bretagne.
Stauroliet komt in Nederland voor in de zandfractie in de riviersedimenten uit het Kwartair. In de zware-mineraalanalyse, die in Nederland bij de Rijks Geologische Dienst gedurende de tweede helft van de twintigste eeuw plaatsvond, wordt het mineraal bij de stabiele groep ingedeeld.